# كالا (ولبة)
بلدية القَلْعَة (بالإسبانية: Cala) هي بلدية تقع في مقاطعة ولبة التابعة لمنطقة الأندلس جنوب إسبانيا.

## الديموغرافيا
بلغ عدد سكان بلدية القلعة 1.302 نسمة عام 2011 (وفقاً للمعهد الوطني الإسباني للإحصاء).
| 1.493 | 1.457 | 1.356 | 1.324 | 1.287 | 1.327 | 1.302 |